# Camellia piquetiana
Camellia piquetiana är en tvåhjärtbladig växtart som först beskrevs av Jean Baptiste Louis Pierre, och fick sitt nu gällande namn av Joseph Robert Sealy. Camellia piquetiana ingår i släktet Camellia och familjen Theaceae. Inga underarter finns listade i Catalogue of Life.

## Första fynd och återupptäckten
Det internationella dendrologiska sällskapet antar att växten är den enda arten i kameliasläktet med violetta blommor. Den listades vid beskrivningen i släktet Thea. Fyndet gjordes av Pierre i mars 1877 eller lite tidigare. Numret 1708 som kopplas till fyndet är antagligen ett katalognummer och inget år. Pierre noterade att fyndet gjordes i Vietnam i provinsen Bien Hoa vid en av källflöden till floden Đồng Nai. Enligt berättelser av regionens invånare odlades växten i olika kloster under 1860-talet. Holotypen förvaras vid Sydneys botaniska trädgård.
En expedition under året 2002 hittade växten som var utformad som träd eller buske. Ett av träden var ungefär 8 meter högt. På grund av omogna frukter och nya växtskott antas att växten blommar mellan november och mars.

## Utseende
Full utvecklade träd har en stam med en diameter av 20 till 25 cm i brösthöjd. I täta skogar är träden vanligen smalare. Den violetta bladskaften är ungefär 2 cm lång och 0,5 cm bred. Bladen kan bli 55 cm långa och 15 cm breda. De har en mörkgrön ovansida och en ljusgrön undersida. Blomställningen består av en till tre blommor. Blomman har en diameter av 3 till 5 cm och 5 foderblad samt 5 kronblad. Foderbladen är mörkgrön till violett och kronbladen endast violett. Den omogna frukten är en avplattad klot liksom en mandarin med violett färg. Den har en diameter av 4 cm och en höjd av 2,5 cm. När frukten mognar faller frön till marken och den torra frukten kan bli kvar på växten. Den violetta färgen är tydligast i skugga samt hos torkade blommor.

## Utbredning
Två populationer är kända. Den första nämns i rubriken om fyndet och den andra ligger nära staden Đà Lạt. Båda fyndplatser är mindre än 50 m². De ligger vid 200 meter över havet. Växten förekommer i mer eller mindre öppna skogar.

## Hot
Skogsröjning för etablering av odlingsmark är det största hotet. Antalet mogna exemplar är maximal 50. IUCN listar arten som akut hotad (CR).